# Locus iste (Bruckner)
Locus iste ("Questo luogo"), WAB 23, è un mottetto sacro composto da Anton Bruckner nel 1869. Il testo corrisponde al graduale latino Locus iste, dedicato all'anniversario della consacrazione di una chiesa (Missa in anniversario dedicationis ecclesiae). L'incipit Locus iste a Deo factus est significa "Questo luogo è stato creato da Dio". Bruckner compose il brano per coro a cappella per la consacrazione della cappella votiva della Cattedrale di Linz a Linz, in Austria, dove Bruckner era stato organista. Si tratta del primo mottetto che Bruckner compose a Vienna. Fu pubblicato nel 1886 insieme con altri tre mottetti sacri.

## Storia
Bruckner compose il Locus iste l'11 agosto del 1869 per la cerimonia di consacrazione della cappella votiva della Cattedrale di Linz in Austria.  La cattedrale era in costruzione dal 1862 e la cappella votiva fu completata per prima nel 1869. In quel periodo Bruckner viveva a Vienna, dove insegnava al Conservatorio di Vienna come professore di armonia e contrappunto e all’Università di Vienna come professore part-time dal 1876. Aveva mantenuto uno stretto rapporto con la Cattedrale di Linz, dove era stato organista dal 1855 al 1868. Gli era già stata commissionata dal vescovo Franz Joseph Rudigier la Fest-Kantate per la posa della prima pietra della nuova cattedrale, e compose Preiset den Herrn (Lode al Signore) su un testo di Maximilian Pammesberger. Il brano fu eseguito il 1º maggio 1862 nel cantiere della cattedrale.
Il testo del Locus iste, in latino, corrisponde al graduale Locus iste, parte del proprio della messa per il Kirchweih, l'anniversario della consacrazione di una chiesa. Mentre secondo alcune fonti il mottetto venne eseguito per la prima volta il giorno della consacrazione della cattedrale, il 29 settembre 1869, insieme alla prima esecuzione della Messa n. 2 in Mi minore, probabilmente fu invece eseguito quattro settimane più tardi, il 29 ottobre, sempre presso la cattedrale.
Bruckner dedicò il brano a Oddo Loidol, un suo studente al Conservatorio di Vienna. Si tratta del primo mottetto che Bruckner compose a Vienna. Il mottetto, il cui manoscritto è conservato nella collezione Dr Wilhelm a Bottmingen, fu pubblicato insieme con altri tre mottetti basati su graduali (Christus factus est  WAB 11, Os justiWAB 30 e Virga Jesse WAB 52) da Theodor Rättig a Vienna nel 1886. Il Locus iste viene spesso eseguito in occasione dell’anniversario di consacrazione delle chiese.

## Musica
Il mottetto è composto per coro misto a cappella. È nella tonalità di Do maggiore, ha 48 misure e dura circa tre minuti. Il testo è incentrato sul concetto di luogo sacro e si basa sull'episodio biblico del Sogno della scala di Giacobbe, in cui Giacobbe afferma Certo, il Signore è in questo luogo e io non lo sapevo (Genesi, 28,16), e su quello del Roveto ardente, quando a Mosè è intimato Non avvicinarti! Togliti i sandali dai piedi, perché il luogo sul quale tu stai è una terra santa! (Esodo, 3,5)
| Locus iste a Deo factus est, inaestimabile sacramentum, irreprehensibilis est. | Questo luogo è stato creato da Dio, è un sacramento inestimabile, è perfetto. |

Bruckner ha strutturato il brano in tre sezioni in forma ABA con l'aggiunta di una Coda. Peter Strasser ha suggerito che il brano riprenda elementi architettonici.

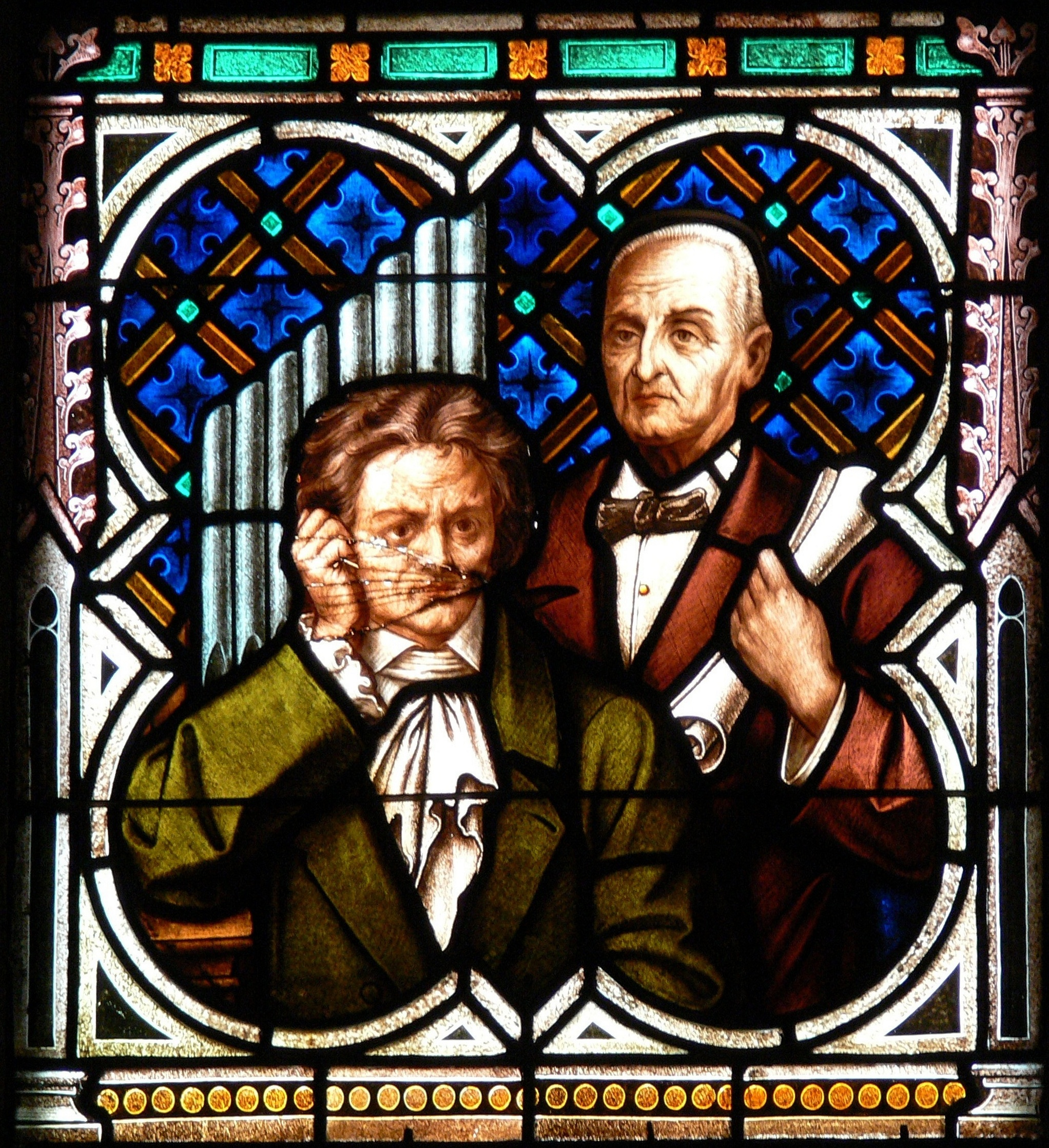
Beethoven e Bruckner rappresentati su una finestra della Cattedrale di Linz

All'inizio il mottetto, che riporta come indicazione agogica Allegro moderato,  ha un semplice andamento omoritmico. Max Auer rileva una qualche affinità con l’Ave verum corpus di Mozart. A. Crawford aggiunge che il brano inizia con frasi mozartiane, ma presto introduce la caratteristica progressione bruckneriana. La ripetizione della prima linea melodica un grado sopra ha come dinamica mezzoforte, fino all'a Deo factus est più acuto e forte, che viene poi ripetuto più dolcemente, con i bassi che introducono ogni ripetizione. Il musicologo Anthony Carver nota qui, come nella maggior parte dei mottetti di Bruckner, l'isolamento della parte dei bassi in punti strutturalmente importanti. I bassi iniziano anche la seconda linea melodica con un nuovo motivo che progredisce verso l’alto, con intensità forte; le voci superiori seguono omoritmiche. Il motivo è ripetuto in progressione in fortissimo. Dopo una pausa di mezza misura, i tenori iniziano da soli la sezione intermedia del brano con un pianissimo improvviso su una nota ripetuta, imitati da soprani e contralti. Le sole voci superiori, senza l'appoggio dei bassi, cantano per successioni cromatiche in una tonalità indefinita; un graduale crescendo porta l'intensità a un mezzoforte. Iso Camartin nota, in un articolo dedicato al brano sul Neue Zürcher Zeitung: das unanfechtbare Geheimnis (il mistero irreprensibile) appare unfassbar (incomprensibile) e beunruhigend (inquietante). Dopo un’ulteriore pausa di mezza battuta, è ripetuta la prima sezione. Al posto dell'ultimo factus est, la parola Deo viene prolungata nell’unico melisma di questa composizione, per il resto austera e strettamente sillabica. Una grande pausa, dopo la quale a Deo, Deo factus est è ripetuto un'ultima volta.

## Discografia parziale
Il brano fu registrato per la prima volta all’inizio del ventesimo secolo:
- Karl Luze, Chor der Kaiserlichen Hofmusikkapelle – 78 rpm gramophone disc G.C./HMV 44762, c. 1907

Di seguito una selezione delle oltre 200 registrazioni del Locus iste:
- Matthew Best, Corydon Singers, Bruckner: Motets – CD: Hyperion CDA66062, 1982
- Philippe Herreweghe, la Chapelle Royale/Collegium Vocale, Ensemble Musique Oblique, Bruckner: Messe en mi mineur; Motets – CD: Harmonia Mundi France HMC 901322, 1989
- Frieder Bernius, Kammerchor Stuttgart, Bruckner: Mass in E minor; Ave Maria; Christus factus est; Locus iste; Virga Jesse – CD: Sony CL SK 48037, 1991
- John Eliot Gardiner, Monteverdi Choir, Bruckner: Mass No. 1; Motets – CD: DG 459 674–2, 1998
- Dan-Olof Stenlund, Malmö Kammarkör, Bruckner: Ausgewählte Werke – CD: Malmö Kammarkör MKKCD 051, 2004
- Petr Fiala, Tschechischer Philharmonischer Chor Brno, Anton Bruckner: Motets – CD: MDG 322 1422-2, 2006
- Ulf Samuelsson, Ungdomskören OPQ, Under höga valv – CD: Olaus Petri Församling OPCD001, 2006
- Michael Stenov, Cantores Carmeli, Benefizkonzert Karmelitenkirche Linz – CD/DVD prodotto dal coro, 2006, e su YouTube.[15]
- Stephen Layton, Polyphony Choir, Bruckner: Mass in E minor & Motets – CD: Hyperion CDA 67629, 2007,
- Erwin Ortner, Arnold Schoenberg Chor, Anton Bruckner: Tantum ergo – CD: ASC Edition 3, prodotto dal coro, 2008
- Otto Kargl, Domkantorei St. Pölten, Bruckner: Messe E-Moll, CD: ORF CD 3174, 2013